# Jens Bækkelund
Jens Bækkelund (født 12. juni 1949 i Ferritslev på Fyn) er en fynsk musiker, der har spillet til fester og ved koncerter siden 60'erne, da han dannede sit første band The Bobbles.
Fra 1970 til 1989 var hans karriere præget af uddannelse og arbejde som økonom, men han blev bassist i rockbandet Rockexpressen i Nyborg i 1989. 
Han spillede i countrybandet Stand and Deliver som pianist op igennem 90'erne, hvorefter festmusikken tog helt over.
I dag spiller han hovedsagelig sammen med Jan Michael, men langt de fleste jobs udføres som solomusiker.

## Diskografi
- 1993 - Blow on chilly Wind Stand & Deliver
- 1996 - Rockexpressen Rockexpressen
- 2003 - 10 kolde fra Kassen Den Danske Mafia (gæstemusiker keyboard)
- 2004 - Anno 2004 Rockexpressen
- 2006 - ARV Jan Michael og Julie Bendt (gæstemusiker på orgel og klaver)